# کاکل‌فری غبغب‌دار
کاکل‌فری غبغب‌دار (نام علمی: Crax globulosa) یک عضو در معرض تهدید از خانواده گوش‌خراشان، کاکل‌فری‌ها، شب‌خروش‌ها و چاچالاکاها است که در جنگل‌های بارانی دوردست در غرب حوزه آمازون در آمریکای جنوبی یافت می‌شود. نرها دارای پرهای سیاه هستند، به جز پوشپرهای مخرجگاه سفید (ناحیه پیرامون پارگین)، با پرهای مجعد بر روی سر و زیورآلات منقار و غبغب قرمز. ماده‌ها و نوجوانان شبیه هم هستند، اما بدون تزئینات منقار هستند و ناحیه پوشپر مخرجگاه مایل به قرمزی دارند. کاکل‌فری غبغب‌دار قدیمی‌ترین اصل و نسب از سردهٔ Crax جنوبی است. در اسارت، گاهی با کاکل‌فری نوک‌آبی دورگه می‌شود.

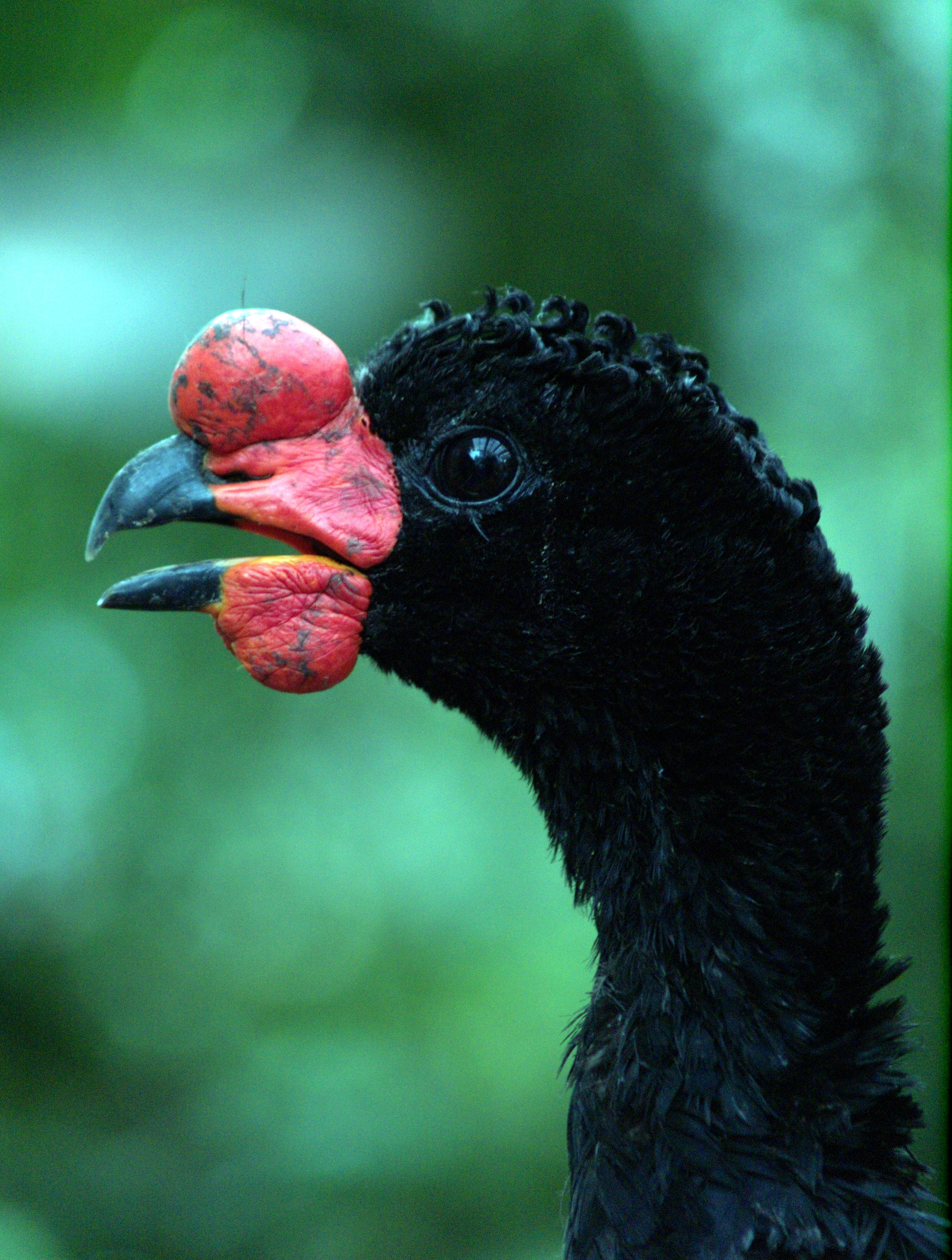
سر و گردن یک نر بالغ